# Hermes (postać biblijna)
Hermes – żyjąca w I wieku postać biblijna, święty prawosławny oraz katolicki.
Postać występująca w Nowym Testamencie w Liście do Rzymian apostoła Pawła (Rz 16, 14 (BT)). Zaliczany do grona Siedemdziesięciu dwóch wysłańców Jezusa Chrystusa. Wspomnienie w grupie apostołów przypada na 4/17 stycznia.